# Bulletproof Heart (álbum)
Bulletproof Heart (español: Corazón a prueba de balas) es el noveno álbum de estudio de la cantante Grace Jones, lanzado en 1989. Se trata de una grabación que explora géneros como el house, el new jack swing y el R&B, coproducida por Jones junto a Chris Stanley (quien además canta en "Don't Cry Freedom"), Robert Clivillés y David Cole de C+C Music Factory y Jonathan Elias. La portada fue diseñada por el colaborador histórico de Jones, Jean-Paul Gaude. El álbum tuvo un desempeño crítico y comercial muy pobre, pero sus singles tuvieron éxito en el mercado dance. 
Aunque nunca se retiró, este sería el último álbum de Jones por 19 años, hasta que lanzó Hurricane el 2008. En los años que van entre ambos lanzamientos,  
Jones siguió colaborando con otros artistas y realizando recitales en todo el mundo, grabando canciones e incluso dos álbumes: Black Marilyn, previsto para 1994, y Force of Nature, previsto para 1998, que no vieron la luz por distintas razones.

## Recepción crítica y comercial
Los sencillos del álbum fueron "Love on Top of Love" y "Amado Mio", que no tuvieron éxito comercial salvo en el mercado dance de Estados Unidos (N° 1 y N° 11 en el Billboard Hot Dance Club Play, respectivamente). Bulletproof Heart es uno de sus materiales de Jones menos exitosos y peor valorados por la crítica. Robert Christgau consideró que se trataba de un disco incongruente con letras vulgares.Allmusic le dio 2 de 5 estrellas y solo destacó los singles como material que valía la pena escuchar. Solo obtuvo posiciones menores en las listas de Australia (N° 108) y Alemania (N° 55).

## Lista de canciones
Todas las canciones escritas y compuestas por Grace Jones y Chris Stanley, excepto las indicadas. 
| Bulletproof Heart LP - lado A |                              |                   |                                        |          |  |
| N.º                           | Título                       | Escritor(es)      | Productor(es)                          | Duración |  |
| 1.                            | «Driving Satisfaction»       |                   | Grace Jones, Stanley, Robert Clivillés | 5:50     |  |
| 2.                            | «Kicked Around»              |                   | Jones, Stanley                         | 5:37     |  |
| 3.                            | «Love on Top of Love»        | Jones, David Cole | Cole, Clivillés                        | 6:10     |  |
| 4.                            | «Paper Plan»                 |                   | Jones, Stanley                         | 3:55     |  |
| 5.                            | «Crack Attack» (con Freedom) |                   | Jones, Stanley, Cole, Clivillés        | 5:20     |  |

| Bulletproof Heart LP - lado B |                       |                                              |                |          |  |
| N.º                           | Título                | Escritor(es)                                 | Productor(es)  | Duración |  |
| 6.                            | «Bulletproof Heart»   |                                              | Jones, Stanley | 4:19     |  |
| 7.                            | «On My Way»           |                                              | Jones, Stanley | 4:24     |  |
| 8.                            | «Seduction Surrender» | Jones, Stanley, Jonathan Elias, A. Lasarenko | Jones, Elias   | 4:57     |  |
| 9.                            | «Someone to Love»     |                                              | Jones, Stanley | 4:47     |  |
| 10.                           | «Amado Mio»           | Doris Fisher, Allan Roberts                  | Elias          | 5:20     |  |

Todas las canciones escritas y compuestas por Grace Jones y Chris Stanley, excepto las indicadas. 
| Bulletproof Heart CD (1989) |                                                          |                                                |          |  |
| N.º                         | Título                                                   | Escritor(es)                                   | Duración |  |
| 1.                          | «Driving Satisfaction»                                   |                                                | 5:50     |  |
| 2.                          | «Kicked Around»                                          |                                                | 5:37     |  |
| 3.                          | «Love on Top of Love»                                    | David Cole, Grace Jones                        | 6:10     |  |
| 4.                          | «Paper Plan»                                             |                                                | 3:55     |  |
| 5.                          | «Crack Attack» (junto a Freedom)                         |                                                | 5:20     |  |
| 6.                          | «Bulletproof Heart»                                      |                                                | 4:19     |  |
| 7.                          | «On My Way»                                              |                                                | 4:19     |  |
| 8.                          | «Dream» (bonus track)                                    |                                                | 3:26     |  |
| 9.                          | «Seduction Surrender»                                    | Jonathan Elias, Alex Lasarenko, Jones, Stanley | 4:59     |  |
| 10.                         | «Someone to Love»                                        |                                                | 4:50     |  |
| 11.                         | «Don't Cry Freedom» (junto a Chris Stanley, bonus track) |                                                | 4:16     |  |
| 12.                         | «Amado Mio»                                              | Doris Fisher, Allen Roberts                    | 5:20     |  |

| Bulletproof Heart CD (2004) |                                                                     |          |  |
| N.º                         | Título                                                              | Duración |  |
| 13.                         | «Love on Top of Love – Killer Kiss» (Garage House Mix, bonus track) | 7:10     |  |
| 14.                         | «Amado Mio» (The Brazilian Mix, bonus track)                        | 6:25     |  |

## Créditos
Para los números de canción se toma como referencia la lista de canciones del CD.

### Músicos
- Grace Jones - voz
- Robert Clivillés - programación de batería y percusión en 1, 3 y 5.
- David Cole - teclado, sintetizador y programación en 1, 3 y 5.
- Janice Pendarvis - voces en 1, 7 y 9.
- Vanessee Thomas - vocalista en 1, 6 y 9.
- George Victory - bajo eléctrico, guitarra y teclado en 2, 4 y 10, guitarra en 6 y 9, guitarra rítmica en 7, batería y guitarra en 8.
- Carl Pitterson - batería y programación en 2, 4 y 8.
- Alan - sección horn y teclado en 2, 4, 8 y 10, percusión en 4
- Clive Hunt - sección horn en 2, 4, 8 y 10, teclado en 5, batería, horn y teclado en 11
- Jocelyn Brown - vocalista en 3.
- Craig Derry - vocalista en 3.
- Martha Wash - vocalista en 3.
- Carl Pitterson - teclado en 4, batería en 10 y 11, percusión en 11
- Chris Stanley - teclado en 4, batería en 6, voz y teclado en 11
- Freedom - rap en 5
- Jonathan Elias - programación de batería, teclado y programación sintetizada en 6 y 9, teclado y programación sintetizada en 7, programación de batería y teclado en 12
- Sherman Foote - programación de batería y programación sintetizada en 6, 9 y 12 , programación de batería en 7.
- Alex Lasarenko - teclado en 6 y 12, piano en 7, teclado y bajo sintetizado en 9.
- Lenny Pickett - saxofón en 6.
- Jim Nicholson - programación sintetizada en 6, 7 y 9.
- Lani Groves, Kenny Williams - vocalistas en 6.
- Curtis King Jr. y Frank Simms - vocalistas en 6, 9 y 12.
- Francesco Centeno - batería en 7.
- Ray Foote - guitarra FX en 7.
- Ira Siegel - guitarra groove en 7.
- Tyrone Downie - teclado en 7.
- Gordon Gottlieb - percusión en 7.
- Chris Fosdick - efectos vocales en 7.
- Clifford Pemsler - programación sintetizada en 7 y 9.
- Diva Gray - vocalista en 7 y 9.
- Jerry Bennett y Tom Regis - programación de batería en 9.
- Chip Jenkins - programación sintetizada en 9.
- Danny Browny - guitarra en 11.
- Dominic Cortese - acordeón en 12.
- Jay Berliner - guitarra flamenca en 12.
- Dave Tofani - saxofón tenor solo en 12.
- Willie Menendez - narración en 12.

### Producción
- Chris Stanley - producción de 1-2, 4-8, 10-11.
- Grace Jones - producción de 1-2, 4-11, arreglos de 12.
- David Cole - producción y arreglos de 3, coproducción de 5, mezcla y edición de sonido 1 y 4.
- Robert Clivillés - producción de 1, coproducción de 5, mezcla y edición de sonido de 1, 3 y 4.
- Jonathan Elias - producción de 1 y 12, arreglos de 12, producción adicional de 6 y 7.
- Sherman Foote - producción e ingeniería de sonido de 12, mezcla de sonido de 6.
- Steve "Griff" Griffin - ingeniería de grabación de 1, 3 y 5.
- Jim "Bonzai" Lyon - ingeniería de mezcla de 1, 3 y 5.
- Ricky Crespo - edición de sonido de 1 y 5.
- Carl Pitterson - ingeniería de sonido de 2, 4, 8, 10 y 11.
- Josh Abbey - mezcla de sonido de 7 y 12.
- David Gennaro y Paul Seymour - ingeniería de voces de 6.
- Chris Floberg - mezcla de sonido de 6.
- Alex Lasarenko - arreglos de 12.
- Jim Nicholson y Clifford Pemsler - ingeniería de sonido de 12.
- José Rodriguez - grabación en Sterling Sound, New York.
- Jean-Paul Goude - arte de portada.
- Greg Gorman - fotografía interior.
- Jeffrey Fey - diseño.
- Grabado en Music Mountain Studios, Stony Hill Jamaica, Soundtracks Studios, New York, Vision Sound Studios, New York, Quad Studios, New York.